# Leon Guwara
Leon Guwara (Colonia, 28 giugno 1996) è un calciatore tedesco naturalizzato gambiano, difensore dell'Energie Cottbus e della nazionale gambiana.